# Papallona del lledoner
La papallona del lledoner o nassuda del lledoner (Libythea celtis) és una espècie de lepidòpter papilionoïdeu de la família dels nimfàlids (Nymphalidae) present als Països Catalans.

## Distribució
Es troba al nord d'Algèria i Tunísia, sud d'Europa, Turquia, centre i nord-oest d'Àsia fins al Japó i Taiwan. A la península Ibèrica és molt esporàdica i rara, encara que és més freqüent als Pirineus. Absent a les Balears. Les poblacions europees i africanes viuen entre els 400 i els 1.500 m.

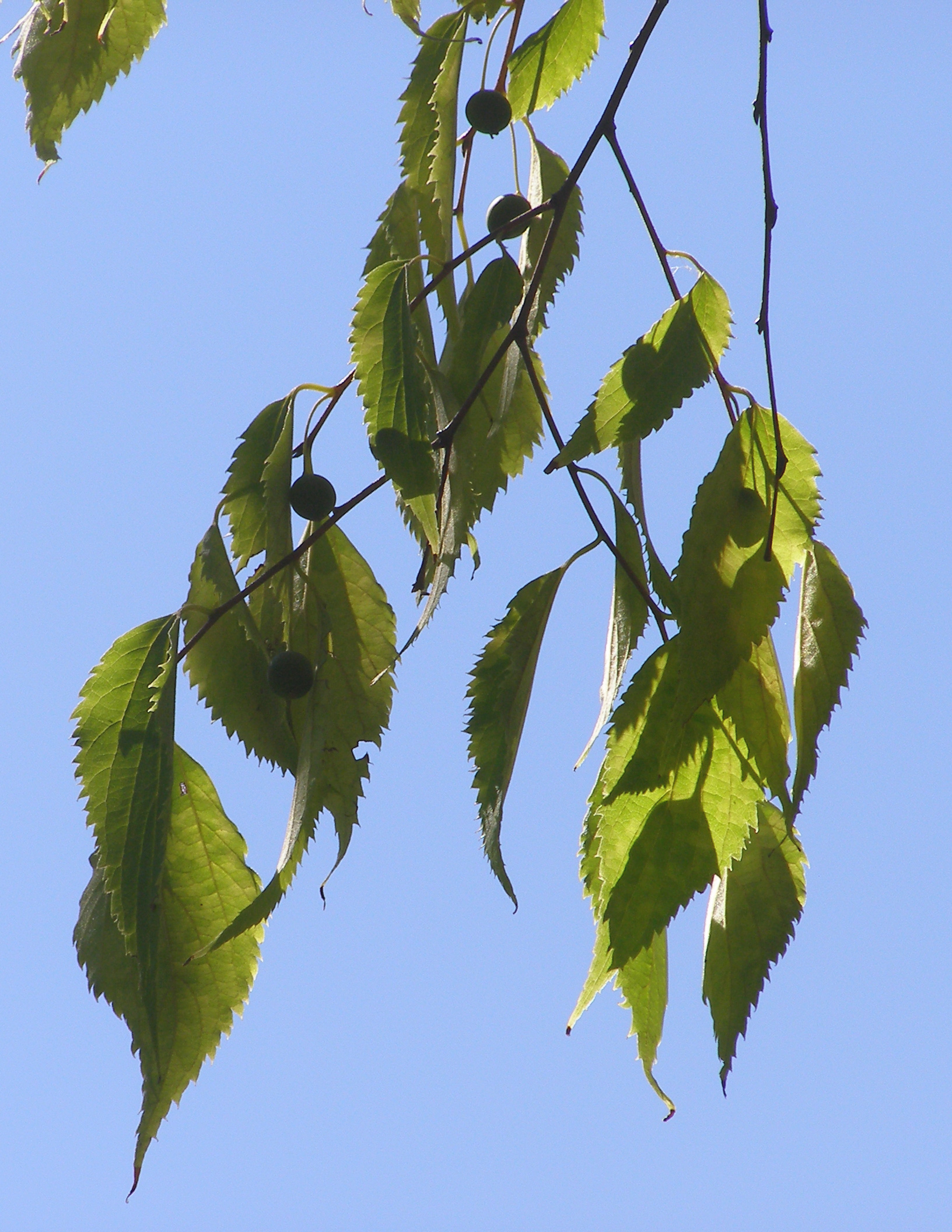
Lledoner (Celtis australis), principal planta nutrícia de l'eruga.

## Hàbitat
Preferentment, àrees obertes i arbustives amb arbres caducifolis dispersos i no gaire grans. L'eruga s'alimenta de lledoner (Celtis australis); en punts del sud-est d'Europa, on aquesta planta és escassa, podrien utilitzar altres espècies del gènere Celtis, fet confirmat amb Celtis caucasica al nord-oest d'Àsia.

## Període de vol i hibernació
Hibernen com a imago als arbustos, cosa útil, ja que en repòs s'assemblen a una fulla seca (n'imiten fins i tot el pecíol, gràcies als palps prominents que tenen). Els primers individus s'observen entre març i abril, i la seva descendència emergeix entre juny i agost. L'espècie és univoltina.

## Comportament
A mitjans o finals d'estiu, alguns individus es dispersen en àrees molt extenses per colonitzar noves zones (s'han arribat a observar exemplars divagants a uns 2.300 m). Els adults solen prendre el sol amb les ales obertes sobre els arbres; en canvi, quan baixen a terra no solen obrir les ales. Els mascles acabats d'emergir a vegades se concentren en abeuradors com bassals.